# سرجیو فرانکی
سرجیو فرانکی (انگلیسی: Sergio Franchi؛ ۶ آوریل ۱۹۲۶ – ۱ مهٔ ۱۹۹۰) یک موسیقی‌دان اهل ایالات متحده آمریکا بود.